# صمت محرج
الصّمت المُحرٍج هو أحد المواقف الاجتماعيّة النّاجمة عن توقّف في المحادثة، ويتجلّى طابعه المحرج في الشّعور المقلق بضرورة التّكلّم أو في التّخوّف من نفاذ مواضيع الحديث. وغالبا ما يسبّب حالات الصّمت المحرج هذه قول طائش أو في غير محلّه ، أو عزوف أحد طرفيّ المحادثة عن الكلام بنفس قدر الطّرف الآخر بحيث يكتفي بإجابات وجيزة مثلا.

## التّعاطي مع مثل هذه المواقف
إنّ ما يخلق حالات الصّمت المحرج هو عادة نقاشات أو حوارات أتِمّت بطريقة مترنّحة ومتردّدة ، ولتفادي ذلك يُنصح بما يلي:
1. استهلال الحديث بمواضيع مرِحة أو خاصّة بالحياة اليوميّة كالمأكولات أو حالة الطّقس.
2. الإصغاء إلى ردود المخاطب.
3. تجنّب الرّدّ بحروف الجواب دون غيرها (كنعَم أو لا أو بلى).
4. تحضير مواضيع نقاشات يمكن إثارتها في مثل هذه المواقف.
5. معاينة الهاتف النّقال ، فمن شأن ذلك أن يثير سؤالا أو تعليقا من قبل الطّرف الآخر.
6. عدم إظهار الحرج في الأقوال والأفعال إن أمكن ذلك.
7. طلب النّصيحة في مسألة ما.